# Івано-Дар'ївський розріз
Івано-Дар'ївський розріз — геологічна пам'ятка природи місцевого значення. Об'єкт розташований поблизу с. Івано-Дар'ївка Бахмутського району Донецької області, на правому березі р. Яма.
Площа — 15 га, статус отриманий у 2010 році. 
Це єдине місце, де відшаровується повний і найбільш компактний розріз нижньопермських відкладів Донецького басейну. Зі сходу на захід послідовно представлений розріз світи нижньопермського періоду протягом більше 3,5 км. В тектонічному відношенні це східний борт Бахмутської котловини. 
– картамиська світа P1kr від маркуючого вапняку Q1 до вапняку Q12, при цьому нижня частина світи (Q8-Q12) простежується у вигляді окремих гряд.
Вапняк Q1 є межею між верхнім карбоном і пермюз чисельними залишками пеліципод, криноідей, остракод і форамініфер. Найбільш повно представлений розріз від вапняку Q5 до вапняку Q12, які виражені у вигляді гривок, що складають крутий берег р. Яма. Між гривками – товщі піщано-глинистих порід, які через вивітрювання утворюють яри і балки. У вапняках – галенітова мінералізація. Потужність – 650 м.;
– микитівська свита P1mk: маркуючі горизонти – доломіти R1, R2, R3 і R4. Між доломітами R3 і R4 на поверхні відшаровується потужний пласт гіпсу, який має вигляд крутих скель (виключний випадок збереження гіпсу у природних умовах). Потужність – 140 м.;
– слов’янська світа P1sl: маркуючі вапняки (доломіти) S1, S2, S3, S4, між якими у промоїнах ґрунту зустрічається гіпс. Потужність – 120-150 м.
Стратотип нижньопермських відкладень для Північно-Західного Донбасу.